# Râul Negrileștilor
Râul Negrileștilor sau Râul Negrilești este un curs de apă, afluent al râului Valea Mare. 